# Veicolo da combattimento
Un veicolo da combattimento è un tipo di veicolo, utilizzato anche come mezzo di trasporto, dalle forze armate con funzione principale di combattimento e trasporto.
Alcuni sono previsti per l'impiego diretto contro il nemico, avendo la funzione principale nell'offesa delle forze nemiche, in tal caso portano armamento offensivo, devono potersi difendere dalla reazione del nemico (quindi devono avere una corazzatura adatta alla situazione tattica del loro impiego) e devono potersi muovere sul campo di battaglia.

## Tipologie
Dalla combinazione delle tre caratteristiche indicate sopra (armamento, protezione e mobilità) viene l'uso tattico del veicolo da combattimento. Una classificazione dei veicoli da combattimento porta a:
- carro armato da combattimento, veicolo con armamento, protezione e mobilità bilanciati per contrastare veicoli similari sul campo di battaglia;
- semovente d'artiglieria, veicolo in cui l'armamento è sviluppato per impegnare il nemico alle lunghe distanze, con una mobilità sufficientemente elevata per poter tenere il passo con i carri armati e generalmente privo di protezione o con protezione limitata alle schegge di artiglieria e ai proiettili di armi leggere;
- veicolo da combattimento della fanteria, veicolo in cui l'armamento è quello della fanteria trasportata, eventualmente integrato da mitragliatrici pesanti montate sul mezzo, mentre la mobilità sul campo di battaglia deve essere elevata e, non dovendo impegnare direttamente i carri armati nemici, la protezione è limitata a quanto richiesto per la protezione della fanteria trasportata dal tiro delle armi leggere nemiche.

Alcuni tipi di veicoli da combattimento sono diventati obsoleti dopo la seconda guerra mondiale e la nascita del carro da combattimento. In particolare non sono più attuali:
- cacciacarri, in cui l'armamento era destinato a contrastare i carri nemici, quindi si sono sviluppati su due linee (alta protezione con bassa mobilità o protezione e mobilità equilibrate), attualmente la missione tattica dei cacciacarri è anche svolta dai carri da combattimento;
- cannone d'assalto, in cui l'armamento era dato dai cannoni d'accompagnamento, cioè da cannoni (o, più precisamente, dal punto di vista balistico di obici) in organico a unità di fanteria, quindi di calibro relativamente ridotto (sempre inferiore a 105 mm). Queste armi, dovendo operare a stretto contatto con il nemico, avevano una protezione confrontabile con quella dei carri armati e una mobilità simile. Il compito di questi veicoli attualmente è svolto dalla combinazione carro da combattimento-veicolo della fanteria.